# فترة ما بعد أنغكور
فترة ما بعد أنغكور (بالخميرية: ប្រទេសកម្ពុជាក្រោយសម័យអង្គរ)‏، والتي يُطلق عليها أيضًا الفترة الوسطى أو العصر المظلم (بالخميرية: យុគ្គអន្ធកាល)‏، هي مصطلح يشير إلى عصر تاريخي في كمبوديا يمتد منذ أوائل القرن الخامس عشر حتى عام 1863، العام الذي بدأت فيه الحماية الفرنسية على كمبوديا. بما أن المصادر الموثوقة نادرة جدًا (تحديدًا المصادر المتعلقة بالقرنين الخامس عشر والسادس عشر)، لم ينشأ بعد تفسير مبرر وحاسم للأحداث الحقيقية التي أظهرت انحدار إمبراطورية الخمير، والتي يعترف بها المجتمع العلمي بالإجماع. لكن أغلب المؤرخين المعاصرين أجمعوا على أن العديد من التغيرات التدريجية والمتباينة في الدين والسلالة الحاكمة والطبيعة الإدارية والعسكرية والقضايا البيئية وغياب التوازن البيئي تزامنت مع تحوّلٍ في السلطة في الهند الصينية، ويجدر أخذ جميع تلك التغيرات بالحسبان للحصول على تفسير. في السنوات الماضية، تحوّل تركيز العلماء بشكل متزايد نحو التفاعلات البشرية–البيئية والعواقب الإيكولوجية، من بينها الكوارث الطبيعية، مثل الفيضانات ومواسم الجفاف.
كان علم النقائش المهتم بالنقوش الحجرية الموجودة في المعابد، وهي المصدر الرئيس لمعرفة تاريخ الخمير، نادرًا خلال القرن الثالث عشر، وانتهى في العقد الثالث من القرن الرابع عشر، ولم يُستكمل حتى منتصف القرن السادس عشر. توقف تسجيل التأريخ الملكي مع وصول الملك جيافارمان التاسع بارامشوارا، والذي حكم منذ عام 1327 وحتى عام 1336. لم يبرز حينها أي سجل معاصر، حتى لاسم الملك، لأكثر من 200 عام. توقفت أيضًا عمليات إعمار وصيانة عمارة المعابد الضخمة عقب حكم جيافارمان السابع. وفقًا للمؤرخ مايكل فيكيري، لا يوجد سوى المصادر الخارجية عن كمبوديا في القرن الخامس عشر، مثل حوليات مينغ شيلو الصينية والتأريخ الملكي المبكر لمملكة أيوثايا، والتي يجب تفسيرها بحذر شديد. قال المؤرخ الصيني من القرن السادس عشر وانغ شي–جين: «المؤرخون الرسميون مستهترون وماهرون في التستر على الحقيقية، لكن لا يمكن إهمال المذكرات واللوائح التي سجلوها والوثائق التي نسخوها».
الحدث الوحيد الذي يعكس الواقع بدون أدنى شك، وهو النقطة المرجعية الرئيسة لكامل القرن الخامس عشر، هو التدخل السيامي ذو الطبيعة السرية نوعًا ما في العاصمة يشوردارابور نحو العام 1431. يرجع المؤرخون الحدث إلى تحوّل مركز كمبوديا السياسي جنوبًا نحو بنوم بنه الواقعة على منطقة ميناء نهري، ولاحقًا نحو لونغفيك.
مصادر القرن السادس عشر أكثر تعددًا، لكنها قادمة من خارج كمبوديا. تتموضع المملكة حول نهر ميكونغ، وحققت ازدهارًا بصفتها جزءًا مكاملًا لشبكة التجارة البحرية الآسيوية، وهي التي حصل فيها أول لقاء بين المستكشفين والرحالة الأوروبيين مع سكان المنطقة. أدت الحروب مع السياميين إلى فقدان أراضٍ في الغرب، واحتلال العاصمة لونغفيك في نهاية المطاف عام 1594. وصل الفيتناميون خلال ما يُعرف بـ «الزحف الجنوبي» إلى سايغون/بري نوكور الواقعة على دلتا ميكونغ في القرن السابع عشر. بدأ هذا الحدث عمليةً بطيئة من خسارة وفقدان كمبوديا قدرتها على الوصول إلى البحار والتجارة البحرية المستقلة.
تعاظمت هيمنة السياميين والفيتناميين خلال القرنين السابع عشر والثامن عشر، ما أدى إلى انزياح كفة ميزان القوى مرارًا وتكرارًا تزامنًا مع تقلّص سلطة إمبراطورية الخمير لتصبح دولة تابعة. طالبت كلتا القوتان (السيامية والفيتنامية)، وبشكل متبادل، بخضوع البلاط الكمبودي ودفع إتاوة. في أوائل القرن التاسع عشر، عندما كانت السلالتان الحاكمتان في فيتنام وسيام قويتين وراسختين، وُضعت كمبوديا تحت الولاية المشتركة بعدما خسرت سيادتها الوطنية. علّق العميل البريطاني جون كروفورد: «ملك تلك المملكة القديمة مستعدٌ لرمي نفسه تحت حماية أي دولة أوروبية....» لإنقاذ كمبوديا من الإلحاق بفيتنام وسيام، وافق الملك أنغ دونغ على عروض الحماية التي قدمتها فرنسا الاستعمارية، والتي سرى مفعولها بتوقيع من الملك نورودم برومباريراك واعترافه الرسمي بالحماية الفرنسية في الحادي عشر من شهر أغسطس عام 1863.

## الخلفية التاريخية والأسباب
استطاعت إمبراطورية الخمير فرضَ سيطرتها بانتظام على معظم أراضي البر الرئيسي لجنوب شرق آسيا منذ الأيام الأولى لتأسيسها في القرنين الثامن والتاسع. كانت الخصومات والحروب التي خاضتها إمبراطورية الخمير مع جارتها الغربية، مملكة باغان التي يقطنها شعب المون والواقعة حاليًا في بورما، أقل عددًا وأهمية من تلك التي خاضتها مع مملكة تشامبا في الشرق. ظلت إمبراطورية الخمير وممالك الهندوس منشغلة باحتواء بعضها البعض لقرونٍ من الزمن، ويُقال أن إحدى الأهداف العسكرية للخمير أثناء حكم ملِكَي أنغكور، سوريافارمان الأول وجيافارمان السابع، تمثلت باحتلال موانئ تشامبا، والتي كانت «ذات أهمية كبيرة في مجال التجارة الدولية خلال تلك الفترة». على الرغم من تعرض للخمير لعددٍ من الخسائر الفادحة، مثل غزو أنغكور على يد مملكة تشامبا عام 1177، استعادت الإمبراطورية عافيتها سريعًا، وتمكنت من الرد على تلك الغزوات، مثلما حدث عام 1181 عندما غزت الخمير دولة مدينة فيجايا.
أدت التوغلات المغولية في الصين الجنوبية والضغوط السياسية والثقافية إلى هجرة شعب تاي والشعب التايلاندي جنوبًا واستقرارهما في نهر تشاو فرايا العلوي في القرن الثاني عشر. تأسست مملكة سوكوتاي، ولاحقًا مملكة أيوثايا، و«...غزتا إمبراطورية الخمير في وادي مينام الشمالي والأوسط، ووسعتا حدودهما بشكل كبير...»

### انتكاسات عسكرية
تحوي الكثير من المصادر، مثل السجلات الملكية الكمبودية وسجلات أيوثايا الملكية، سجلات عن الحملات العسكرية والغارات مرفقةً بالتواريخ وأسماء الملوك وأسياد الحرب، بينما يشكك العديد من المؤرخين البارزين، مثل ديفيد تشاندلر ومايكل فيكيري بدقة ومصداقية تلك النصوص. ينتقد مؤلفون آخرون هذا «التقييم الكلي» الجامد.
يوضح ديفيد تشاندلر في الموسوعة العالمية للمؤلفات التاريخية، المجلد الثاني: «ادعى مايكل فيكيري أن السجلات الكمبودية، من ضمنها هذا الذي أتحدث عنه، التي تروي الأحداث السابقة لعام 1550 لا يمكن توثيقها، وغالبًا ما تكون منسوخة من السجلات التايلاندية المتعلقة بتايلاند...». يستنتج عالم اللغويات جان–ميشيل فيليبي: «تأريخ تاريخ كمبوديا أقرب إلى الآيديولوجيا–الزمنية خاصة مع تركيزها بكشل كبير على أنغكور». تنطبق هذه التشابهات على السجلات التأريخية التايلاندية، ويُعتبر الجدل القائم حول الملك رام كامهانج الأكبر أشهر مثالٍ عن ذلك.

وفقًا للسجلات الملكية السيامية التابعة للملك برمانوتشيتشينوروت، وقعت الصدامات في عام 135، ونحو الأعوام 1380 و1418 و1431.
«بين عامي 1350 و1351، وعلى الأرجح في شهر أبريل من عام 1350، أمر الملك راماديباتي ابنه راميسفارا بالهجوم على عاصمة ملك أنكغور (كامبوجا)، وطلب من باراماراجا سوفانبوري الزحفَ لمساعدته. سقطت العاصمة الكامبوجية وأُبعدت الكثير من العائلات نحو العاصمة أيوديا.
في تلك الفترة [نحو العام 1380]، عاد حاكم كامبوجا للهجوم على تشونبوري، لإبعاد العائلات عن المقاطعات الشرقية نحو تشانتابوري، ما يُقدر بنحو 6 أو 7 آلاف شخص عادوا ]برفقة الجيوش الكامبودية[ إلى كامبوجا. لذا عندما هاجم الملك كامبوجا واستولى عليها، عاد إلى العاصمة.

ثم في عام 1418، ذهب مجددًا للهجوم على أنغكور، عاصمة كامبوجا، واستولى عليها.»